# Rue Leredde
La rue Leredde est une voie du 13e arrondissement de Paris, en France.

## Situation et accès
La rue Leredde est une voie publique située dans le 13e arrondissement de Paris. Elle débute au 17, rue de Tolbiac et se termine au 68, rue du Dessous-des-Berges.

## Origine du nom

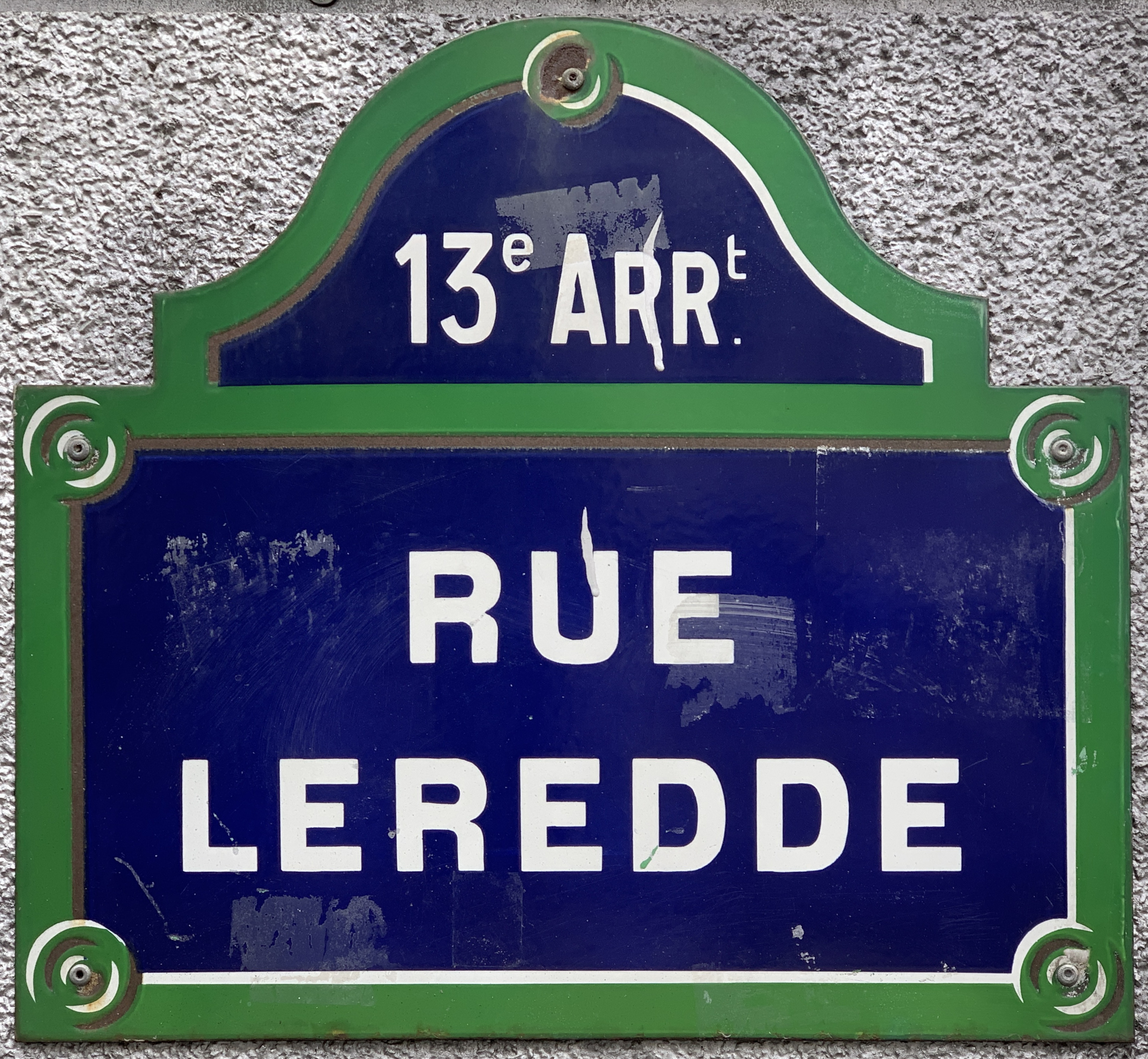
Plaque de la rue.

La rue tire son nom de celui d'un  propriétaire.

## Historique
La voie est ouverte et prend sa dénomination actuelle vers 1911.